# Johnius
Johnius is een geslacht van straalvinnige vissen uit de familie van ombervissen (Sciaenidae). Het geslacht is voor het eerst wetenschappelijk beschreven in 1793 door Bloch.

## Soorten
- Johnius amblycephalus (Bleeker, 1855)
- Johnius australis (Günther, 1880)
- Johnius belangerii (Cuvier, 1830)
- Johnius borneensis (Bleeker, 1851)
- Johnius cantori Bleeker, 1874
- Johnius carouna (Cuvier, 1830)
- Johnius carutta Bloch, 1793
- Johnius coitor (Hamilton, 1822)
- Johnius distinctus (Tanaka, 1916)
- Johnius dorsalis (Peters, 1855)
- Johnius dussumieri (Cuvier, 1830)
- Johnius elongatus Lal Mohan, 1976
- Johnius fasciatus Chu, Lo & Wu, 1963
- Johnius fuscolineatus (von Bonde, 1923)
- Johnius gangeticus Talwar, 1991
- Johnius glaucus (Day, 1876)
- Johnius goldmani (Bleeker, 1854)
- Johnius grypotus (Richardson, 1846)
- Johnius heterolepis Bleeker, 1873
- Johnius hypostoma (Bleeker, 1853)
- Johnius laevis Sasaki & Kailola, 1991
- Johnius latifrons Sasaki, 1992
- Johnius macropterus (Bleeker, 1853)
- Johnius macrorhynus (Mohan, 1976)
- Johnius majan Iwatsuki, Jawad & Al-Mamry, 2012
- Johnius mannarensis Mohan, 1971
- Johnius novaeguineae (Nichols, 1950)
- Johnius novaehollandiae (Steindachner, 1866)
- Johnius pacificus Hardenberg, 1941
- Johnius philippinus Sasaki, 1999
- Johnius plagiostoma (Bleeker, 1849)
- Johnius trachycephalus (Bleeker, 1851)
- Johnius trewavasae Sasaki, 1992
- Johnius weberi Hardenberg, 1936